# Pizieux
Pizieux – miejscowość i gmina we Francji, w regionie Kraj Loary, w departamencie Sarthe.
Według danych na rok 1990 gminę zamieszkiwały 94 osoby, a gęstość zaludnienia wynosiła 21 osób/km² (wśród 1504 gmin Kraju Loary, Pizieux plasuje się na 1116. miejscu pod względem liczby ludności, natomiast pod względem powierzchni na miejscu 1189.).